# Gottfried Melzer
Gottfried Anton Melzer (geboren 22. Februar 1932 in Innsbruck; gestorben 29. September 2013 in Bad Hall) war ein österreichischer römisch-katholischer Kaplan. Er war ein Anhänger des katholischen Traditionalismus und wurde insbesondere durch seine antisemitische Betätigung gegen den Willen der Kirche bekannt.

## Leben
Melzer kam am 2. Februar 1932 in Innsbruck zur Welt. Er lebte in Bad Hall und wurde im Jahr 1963 zum Priester geweiht. Er war Verfasser von Texten zu den Wallfahrtsorten Loreto und Mariazell und gab eine Sammlung von Vorhersagen des angeblichen Propheten Egger Gilge aus dem 17. und 18. Jahrhundert heraus (siehe hierzu unter Schriften). Einige Jahre nach der Priesterweihe wurde er wegen antisemitischer Betätigung von Bischof Reinhold Stecher suspendiert.
Danach setzte er seine judenfeindlichen Aktivitäten trotz des Verbotes durch Papst Johannes Paul II. und Ortsbischof Reinhold Stecher privat fort. Gottfried Melzer verstarb am 29. September 2013 in seinem Wohnort Bad Hall. Am 12. Oktober 2013 wurde er auf dem Innsbrucker Westfriedhof bestattet; das anschließende Requiem feierte die katholisch-traditionalistische Priesterbruderschaft St. Pius X.

## Antisemitische Betätigung
Melzer wurde durch seine judenfeindliche und antijudaistische Haltung bekannt. Aufgrund einer entsprechenden Veröffentlichung wurde er rechtskräftig nach österreichischer Gesetzgebung verurteilt.

### Anderl-von-Rinn-Kult
Gottfried Melzer war ein Unterstützer des antisemitischen Kultes um Anderl von Rinn, eines Kindes, das laut einer widerlegten mittelalterlichen Ritualmordlegende von durchreisenden Juden ermordet worden sei. Melzer blieb auch Befürworter von Wallfahrten nach Rinn, nachdem diese vom Innsbrucker Diözesanbischof untersagt worden waren und die anlässlich der Legende gegründete, vormalige Wallfahrtskirche von Judenstein in Mariae Heimsuchung umbenannt worden war. Melzer verfasste mehrere Bücher zur Anderl-Legende und war Inhaber des Verlages Anderl-Bote. Dort trat er als Organisator nichtkirchlicher, von ihm fälschlich als „Wallfahrten“ bezeichneter Veranstaltungen in Rinn auf und publizierte unbewiesene Anschuldigungen gegen Judentum und Freimaurerei, denen er unter Berufung auf den Theologen und Engelwerk-Aktivisten Robert Prantner eine Verschwörung gegen das Christentum anlastete.

### Verurteilung
Am 2. März 1999 wurde Melzer vom Landesgericht in Steyr wegen Verhetzung zu einer sechsmonatigen Bewährungsstrafe verurteilt. Das Gericht sah es als erwiesen an, dass er sich durch die Veröffentlichung seines Pamphlets „Ritualmord und Hostienschändung als Werke des Hasses der Gegenkirche“ in der Zeitschrift Loreto-Bote strafbar gemacht habe. Melzer hatte darin behauptet, Adolf Hitler sei „zu 50 % Jude“ gewesen und habe die Judenvernichtung im Auftrag der „jüdisch gelenkten Loge“ ausgeführt, um das Ansehen des Judentums aufzuwerten.

## Schriften (Auswahl)
- Das selige Kind Andreas von Rinn, ein wahrer Märtyrer der katholischen Kirche. Verlag Anton Schmid, Durach 1993, ISBN 3-929170-04-3.
- Wir beten zum seligen Anderl. Theresia-Verlag, Seewen 1994, ISBN 3-908542-41-3.
- Loreto. Der erste und ehrwürdigste Marienwallfahrtsort. Theresia-Verlag, Lauerz 1998, ISBN 3-908542-58-8.
- Novene zur Muttergottes von Loreto. Theresia Verlag, Lauerz, ISBN 3-03749-519-7
- Der Matreier Prophet Egger Gilge: alte Prophezeiungen aus dem 17./18. Jahrhundert. Theresia Verlag, Lauerz 2001, ISBN 3-908542-95-2.
- Mariazell. Der heilige Gnadenort / Das Nationalheiligtum von Österreich. Gotthard Media, Lauerz 2007, ISBN 978-3-03806-015-4.